# Euophrys canariensis
Euophrys canariensis är en spindelart som beskrevs av Denis 1941. Euophrys canariensis ingår i släktet Euophrys och familjen hoppspindlar. Inga underarter finns listade i Catalogue of Life.